# Matt Paradis
Matt Paradis (* 12. Oktober 1989 in Council, Idaho) ist ein ehemaliger US-amerikanischer American-Football-Spieler auf der Position des Centers. Zuletzt spielte bei den Carolina Panthers in der National Football League (NFL).

## Frühe Jahre
Paradis ging auf die Highschool in seiner Heimatstadt Council. Ab 2009 ging er auf die Boise State University. 2011 machte er sein erstes Spiel als Starter, 2012 und 2013 absolvierte er alle 13 Saisonspiele als Starter.

## NFL
Paradis wurde im NFL-Draft 2014 in der sechsten Runde an 207. Stelle von den Denver Broncos ausgewählt. In seiner ersten Saison wurde er im Practice Squad abgestellt und machte somit kein Spiel für die Broncos. Doch schon in seiner zweiten Saison absolvierte er alle 16 Saisonspiele und alle drei Play-off-Spiele als Starter. Er erreichte mit seinem Team den Gewinn der American Football Conference und im Anschluss den Sieg des Super Bowl 50 mit 24:10 gegen die Carolina Panthers.
Im März 2019 verpflichteten die Carolina Panthers Paradis für drei Jahre. Sein Vertrag hat einen Wert von 27 Millionen US-Dollar.